# Kisielewo (rejon oszmiański)
Kisielewo (biał. Кісялёва; ros. Киселёво) − wieś na Białorusi, w obwodzie grodzieńskim, w rejonie oszmiańskim, w sielsowiecie Żuprany.

## Historia
W czasach zaborów wieś w gminie Soły, w powiecie oszmiańskim, w guberni wileńskiej Imperium Rosyjskiego. W 1866 roku liczyła 131 dusz rewizyjnych, należała do dóbr Bardzobogaciszki. W 1905 roku wymieniono zaścianek i wieś. Zaścianek liczył 13 mieszkańców, 30 dziesięcin, własność Wołka; wieś liczyła 114 mieszkańców, 68 dziesięcin.
Po I wojnie światowej pod administracją polską, w Zarządzie Cywilnym Ziem Wschodnich. W latach 1920–1922 w składzie Litwy Środkowej.
Od 11 kwietnia 1922 folwark i wieś leżały w Polsce, w województwie wileńskim, w powiecie oszmiańskim, w gminie Soły.
W 1931:
- folwark[b] w 2 domach zamieszkiwały 4 osoby[4].
- wieś w 30 domach zamieszkiwało 181 osób[4].

Wierni należeli do parafii rzymskokatolickiej w Żupranach. Miejscowość podlegała pod Sąd Grodzki w Oszmianie i Okręgowy w Wilnie; właściwy urząd pocztowy mieścił się w Dokurniszkach.
Po II wojnie światowej w granicach Związku Sowieckiego. Od 1991 w niepodległej Białorusi.